# 鶴林玉露
『鶴林玉露』（かくりんぎょくろ）は、南宋の羅大経（らだいけい）による随筆。著者の見聞や文学評論などを記す。淳祐戊申（1248年）から淳祐壬子（1252年）にかけて編纂された。全18巻。

## 成立
羅大経は字を景綸といい、吉州吉水県の人であった。
自序に記すところによると、羅大経は日ごろ鶴林（寺を意味する）で清談を行っていた。興趣が乗った時には、その内容を童子に書きとらせた。後にそれを書物にまとめた。杜甫の詩に「清談玉露繁」（贈虞十五司馬の句）とあるので、題を『鶴林玉露』とした。

## 内容
『鶴林玉露』の内容は雑多であるが、詩文の評論と文人の逸話が多い。また政治に関する話も多く、南宋の歴史資料としての価値もある。

## テクスト
『鶴林玉露』には18巻本と16巻本（または補遺を加えた17巻本）の2つの系統がある。18巻本は多く日本に残り、古活字本、慶安元年（1648年）と寛文2年（1662年）の和刻本がある。甲乙丙3編（各6巻）に分けられていて、甲編は1248年、乙編には1251年、丙編は1252年の日付がある。
中国国家図書館には明活字本がある。
16巻本は編を分けず、巻の順序が18巻本と異なっている。また、18巻本にのみ見える話もある。王瑞来によると、16巻本は18巻本が散逸した後の再編本に当たるという。
『和刻本漢籍随筆集』第8集（汲古書院1973）には慶安元年（1648年）和刻本『新刊鶴林玉露』を収録している。

## 日本語資料として
18巻本の第16巻には羅大経が日本の僧である安覚から学んだ日本語の単語20個の発音を漢字で記してある。これは外国人がまとまった量の日本語を写した例として最も古いもので、松下見林『異称日本伝』、本居宣長『漢字三音考』以来注目されてきた。ただし、どのような日本語を写したのか分かりづらく、また安田章は中国人が日本語を写したにしてはおかしな漢字が使われていることに注意を促している。